# Spono Eagles
Spono Eagles er en schweizisk kvindehåndboldklub, hjemmehørende i Nottwil. Holdet trænes af spansk/schweiziske Carlos Lima og klubben ledes af Dr. Urs Wey.
Holdet har vundet det schweiziske mesterskab 5 gange, samt pokalturneringen 5 gange.

## Historie
Inden klubben overhovedet blev grundlagt, var der en diskussion om oprettelse af en samlet sportsklub (med en fodboldklub). Imidlertid faldt denne idé snart fra hinanden, fordi det ville have været en for stor virksomhed at imødekomme begge sportsgrene.
Indtil 2002 bestod klubben af de to afdelinger, i form af en gymnastik- og håndboldklub. Med gensidigt samtykke blev de to klubber uafhængige foreninger grundlagt i år.

## Resultater
- Spar Premium League:
  - Vinder (4):  2000, 2001, 2006, 2016, 2018
- Schweizer Cupsieger:
  - Guld: 2001, 2011, 2013, 2018, 2019

## Spillertruppen 2019-20
| Nr. | Navn             | Nationalitet        | Position     | I klubben siden |
| --- | ---------------- | ------------------- | ------------ | --------------- |
| 4   | Samira Schardt   | Schweiz             | Højre fløj   | 2019            |
| 5   | Martina Traber   | Schweiz             | Venstre back | 2019            |
| 6   | Neli Irman       | Slovenien           | Højre fløj   | 2017            |
| 9   | Judith Matter    | Schweiz             | Playmaker    | 2012            |
| 11  | Georgina Cibula  | Schweiz             | Højre back   | 2019            |
| 13  | Xenia Hodel      | Schweiz             | Højre back   | 2019            |
| 15  | Marina Decurtins | Schweiz             | Venstre fløj | 2019            |
| 19  | Sabrina Amrein   | Schweiz             | Venstre fløj | 2016            |
| 20  | Kristina Ukaj    | Schweiz             | Venstre fløj | 2019            |
| 21  | Gianna Calchini  | Schweiz             | Venstre back | 2019            |
| 25  | Pascale Wyder    | Schweiz             | Venstre back | 2015            |
| 29  | Alina Stähelin   | Schweiz             | Venstre back | 2019            |
| 30  | Ivana Ljubas     | Bosnien-Hercegovina | Venstre back | 2015            |
| 33  | Flavia Kashani   | Schweiz             | Stregspiller | 2019            |
| 42  | Laila Troxler    | Schweiz             | Målvogter    | 2014            |

### Trænerteam
| Rolle           | Navn               |
| --------------- | ------------------ |
| Cheftræner      | / Carlos Lima      |
| Assistenttræner | Mirco Stadelmann   |
| Målmandstræner  | Oliver Rippstein   |
| Fysioterapeut   | Simone Käch-Röösli |
| Fysioterapeut   | Esther Midinet     |